# O Fortuna
O Fortuna (укр. «О, доле!») — середньовічна латинська вагантська поема, написана на початку XIII століття, частина колекції, відомої як Кодекс Буранус. Текст твору висловлює жалість на долю та порікання на Фортуну, що уособлює удачу в давньоримській та грецькій міфології.
У 1935–1936 роках, для віршу «O Fortuna» німецьким композитором Карлом Орфом була створена музична композиція в складі «Fortuna Imperatrix Mundi», яка відкриває та закриває перехід його кантати «Carmina Burana».

## Текст поеми

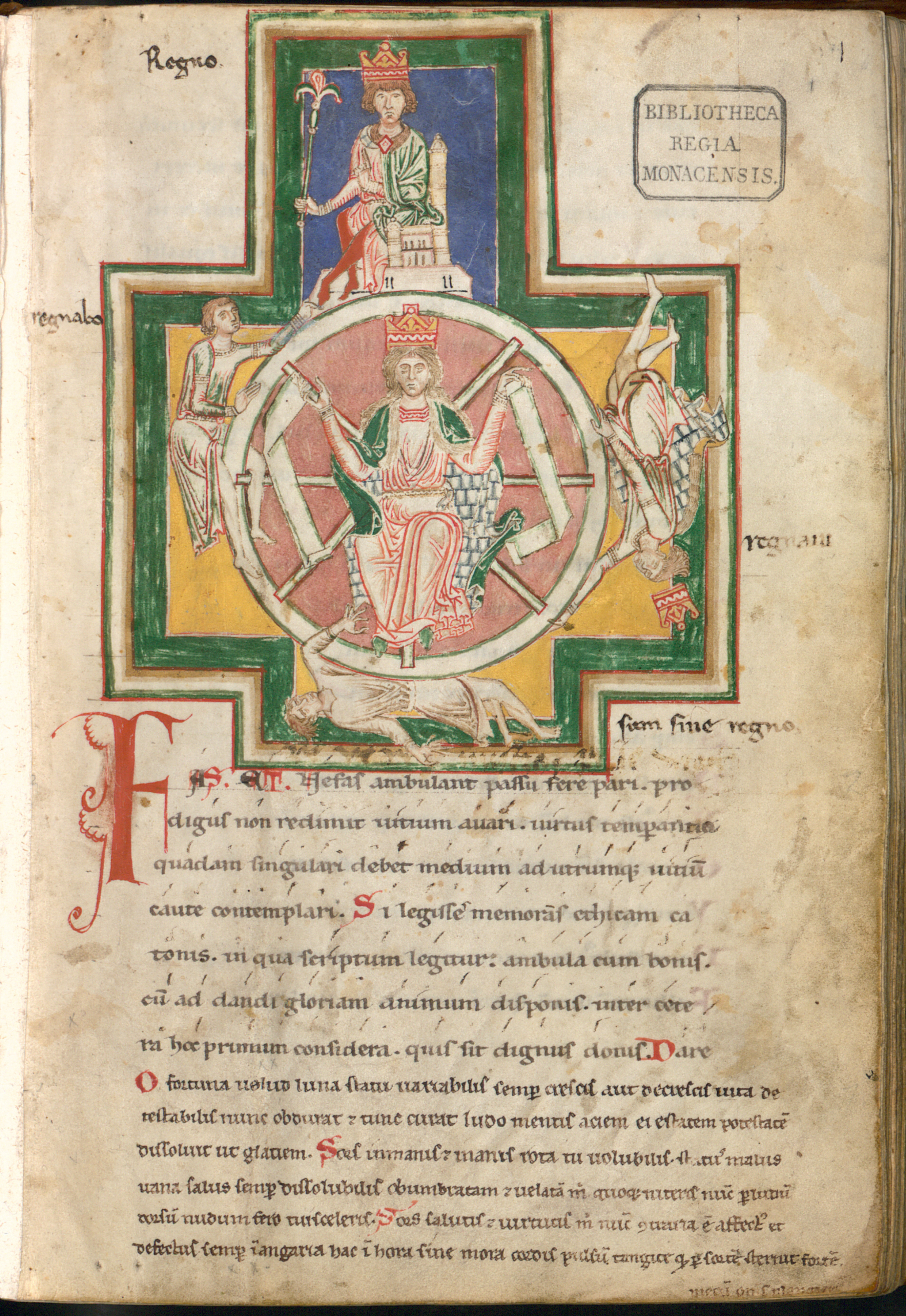
«O Fortuna» в рукописі «Кодекс Бурануса» (зберігається в Баварській державній бібліотеці). Вірш займає на сторінці останні шість рядків.

| О, доле! Як місяць ти мінлива, постійно то ростеш то зникаєш; Робиш ненависним життя, спочатку озлобляєш, а потім приласкаєш, не дозволяючи осягнути розумом тебе; Будь-то бідність, а чи влада все це розтане, як лід. | Доля — жорстока і порожня, Ви лише кружляюче колесо лих; Благополуччя марне, воно завжди перетворюється в ніщо, таємно та завуальовано наздоганяючи всякого; Але я граючи повертаюся незахищеною спиною до твоїх лиходійств. | У здоров'ї чи доброчесності вона завжди проти мене, Приголомшує та виснажує; Вічно в рабстві. І в цю годину без зволікання б'є по струнах серця; Цим приводить у зневіру кожного, навіть сильного І всі плачуть разом зі мною! |

| O Fortuna velut luna statu variabilis, semper crescis aut decrescis; vita detestabilis nunc obdurat et tunc curat ludo mentis aciem, egestatem, potestatem dissolvit ut glaciem. | Sors immanis et inanis, rota tu volubilis, status malus, vana salus semper dissolubilis, obumbrata et velata michi quoque niteris; nunc per ludum dorsum nudum fero tui sceleris. | Sors salutis et virtutis michi nunc contraria, est affectus et defectus semper in angaria. Hac in hora sine mora corde pulsum tangite; quod per sortem sternit fortem, mecum omnes plangite! |